# Billy Mintz
Billy Mintz (* 1947 in New York City) ist ein US-amerikanischer Schlagzeuger des Modern Jazz, der vor allem in der Musikszene von Los Angeles aktiv ist.

## Leben und Wirken
Mintz wuchs in Queens auf und spielte mit 15 Jahren in Showbands in Ferienorten der Catskill Mountains. Seine professionelle Karriere als Jazzmusiker begann im Lee Konitz Nonet (1978); weiter spielte er mit Perry Robinson/Badal Roy, Eddie Daniels, Gloria Gaynor, Steve Tintweiss und Harold Danko. 1981 zog er nach Los Angeles,  wo er mit Stanley Clarke, Kim Richmond, Bobby Shew, Joey Sellers und Vinny Golia arbeitete; daneben trat er mit Mose Allison und Mark Murphy auf und spielte kurzzeitig in der Merv Griffin Showband. In den 1980er-Jahren spielte er mit Bill Mays, Bob Magnusson und Peter Sprague, Bill Perkins, Frank Strazzeri und Pete Christlieb; 1986 tourte er mit dem Los Angeles Symphonic Jazz Orchestra in Japan, 1988 mit Charles Lloyd in Europa. Von 1989 bis 1995 war er Mitglied im Trio des Pianisten Alan Broadbent. Daneben unterrichtete Mintz an verschiedenen Hochschulen, wie der Berklee School of Music und dem California Institute of the Arts und publizierte 1975 das Lehrbuch Different Drummers. Mintz arbeitete in einem breiten musikalischem Spektrum von Disco bis zu Modern Creative. Im Bereich des Jazz war er zwischen 1975 und 2017 an 70 Aufnahmesessions beteiligt, u. a. mit Bruce Fowler, Bobby Bradford, Tony Malaby, Jeff Johnson, Nels Cline, Hal Galper (Invitation to Openness), Russ Lossing (Ways, 2019), Adam Kolker und Lena Bloch. Unter eigenem Namen legte er 2013 das Album Mintz Quartet vor, an dem Putter Smith, Roberta Piket und John Gross mitwirkten.

## Diskografische Hinweise
- Steuart Liebig, Vinny Golia, Billy Mintz: No Train (Cadence Jazz Records, 1997)
- Scott Colley / Sylvie Courvoisier / Mark Feldman / Billy Mintz: Birdies for Lulu (Intakt Records)
- John Gross/Billy Mintz: Beautiful You (Origin, 2004)
- Billy Mintz: Ugly Beautiful (Thirteenth Note Records, 2017)
- Tony Malaby: Turnpike Diaries Vol. 3: Big Mammals (2021), mit William Parker
- Lena Bloch: Rose of Lifta (Fresh Sound Records, 2021)